# David Rubinsztein
 David Chaim Rubinsztein  FRS (1963) é diretor do Cambridge Institute of Medical Research (CIMR), diretor acadêmico do Alzheimer's Research UK (ARUK) Cambridge Drug Discovery Institute, e Professor de Neurogenética Molecular da Universidade de Cambridge.
Foi eleito Membro da Royal Society (FRS) em 2017.